# Per Lindberg
Per Lindberg (* 5. März 1890 in Stockholm; † 7. Februar 1944 ebenda) war ein schwedischer Theater- und Filmregisseur.

## Leben
Lindberg galt als Innovator des schwedischen Theaters der 1920er und 1930er Jahre. Er leitete unter anderem das Theater am Konserthuset und nutzte auch das moderne Medium Radio, um sein Publikum zu erreichen. 1923 inszenierte Lindberg seinen ersten Film Weibliche Junggesellen, mit der Theaterschauspielerin Tora Teje in der Hauptrolle. Er war beeinflusst vom Stile des sowjetischen Films der 1920er Jahre und zeigte Interesse am Filmexpressionismus und dem Dokumentarfilm. Im Die Juninacht (1940) brachte er Ingrid Bergman zu einer ihrer besten schauspielerischen Leistungen.

## Filmografie
- 1923: Weibliche Junggesellen (Norrtullsligan)
- 1924: Anna-Clara und ihre Brüder (Anna-Clara och hennes bröder)
- 1939: Der Alte kommt (Gubben kommer)
- 1939: Freu dich deiner Jugend (Gläd dig i din ungdom)
- 1939: Stahl (Stål)
- 1940: Die Juninacht (Juninatten)
- 1940: Das Testament seiner Gnaden (Hans nåds testamente)
- 1941: I paradis...
- 1941: Davon spricht man in der Stadt (Det sägs på stan)